# Royaume Ay
Pour les articles homonymes, voir Ay.
IIIe siècle av. J.-C. – Xe siècle
Ay (diminutif de Ayar) est l'une des dynasties tamoules qui contrôlent la pointe sud-ouest de la péninsule, depuis le début de la période historique jusqu'à la période médiévale. Le clan domine traditionnellement le port de Vizhinjam, la région fertile de Nanjinad et les parties méridionales des montagnes du Ghat occidental productrices d'épices. La dynastie est également connue sous le nom de Kupaka à l'époque médiévale.
Les Ay forment l'un des principaux chefs du Kerala ancien (pré- Pallava), avec les Cheras du centre du Kerala et les Musakas d'Elimalai dans le nord,. Le géographe grec Claude Ptolémée (IIe siècle apr. J.-C.) décrit le territoire "Aioi" comme s'étendant du Baris (Pamba) au cap Comorin (Kanyakumari). L'éléphant est l'emblème des Ay.
La lignée médiévale Ay tire ses origines dans les chefs de collines du début de l'histoire historique (pré-Pallava) du sud de l'Inde,. Le royaume Ay fonctionne comme un état tampon entre les puissants Pandyas / Cholas et les Cheras (Kerala) à l'époque médiévale. Un certain nombre de rois tels que Chadayan Karunanthan (788 apr. J.-C.), Karunanthadakkkan "Srivallabha" (856/57–884) et Vikramaditya "Varaguna" (884–911/920) figurent comme chefs Ay du port de Vizhinjam. Le célèbre salai brahmane de Kantalur, quelque part près de l'actuel Trivandrum, est situé dans le royaume Ay. Le salai est limogé par l'empereur Chola Rajaraja I (985–1014 apr. J.-C.) en 988 apr. J.-C.. Les historiens supposent que les Ay sont une puissance dominante dans la région jusqu'à Xe siècle apr. J.-C..

## Origine
On suppose que le nom Ay dérive du premier mot tamoul "Ay" qui signifie vacher. Les vachers sont connus sous le nom d'Ayars en tamoul alors même qu'ils sont connus sous le nom d'Abhiras dans le nord de l'Inde. La tradition dit que les Yadavas du pays Pandya sont venus au Tamilakam avec les ancêtres des Pandya. La région montagneuse de Potiya et sa capitale sont connues sous le nom d'Ay-kudi. Nacchinarkiniyar, dans son commentaire sur le sutra préliminaire au Tolkappiyam, décrit une tradition relative à la migration de la race Yadava avec un sage Agastya, qui se rend à Dwaraka et emmène avec lui les 18 rois de la lignée de Krishna et se déplace vers le Sud. Là, il fait défricher les forêts et édifie des royaumes pour y installer les peuples qu'il amène avec lui.[réf. nécessaire]
Dans son introduction à Lilathilakam, Attur Krishna Pisharodi en rendant compte de Chiravayi dit que la famille Ayar qui règne sur les régions proches d'Ayakkudi (à Shencotta) et d'autres endroits, est vaincue par les Pandyas au VIIIe siècle apr. J.-C. et ils émigrent à Vizhinjam, un port maritime à huit miles au sud-est de Trivandrum,,.
Les rois Ay continuent à chérir leur association avec les Yadu-kula et Krishna dans les derniers temps, comme en témoignent leurs concessions et inscriptions sur les plaques de cuivre.
Les Ay médiévaux affirment qu'ils appartiennent à la lignée Yadava ou Vrishni et cette affirmation est avancée par les dirigeants de Venad et de Travancore,. Sri Padmanabha à Trivandrum est la divinité tutélaire de la famille médiévale Ay.

## Histoire

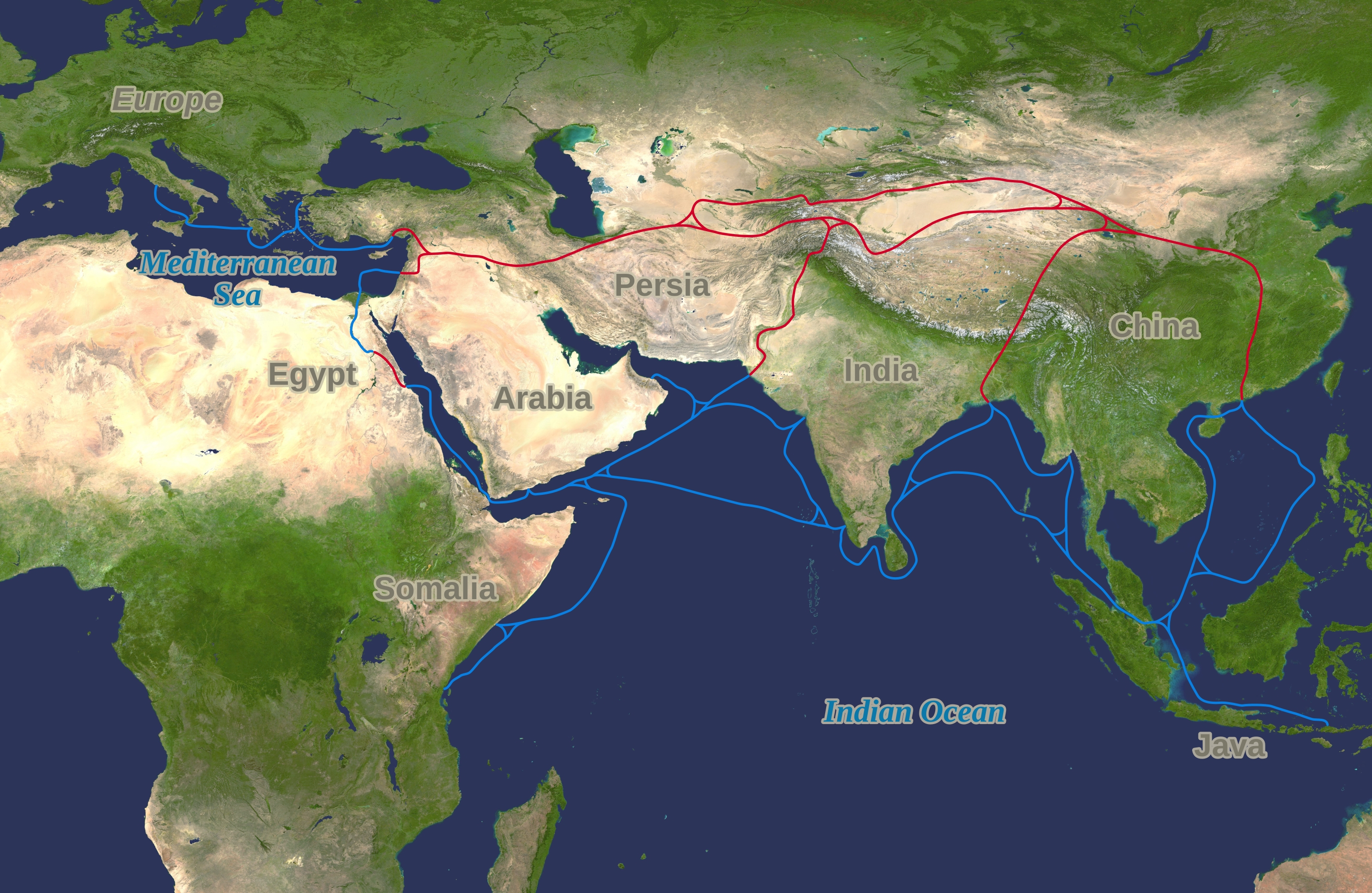
Ancienne carte de la route de la soie montrant les routes commerciales d'alors. Le commerce des épices se fait principalement le long des voies navigables (bleu).

Noms, itinéraires et emplacements du Périple de la mer Érythrée (Ier siècle de notre ère)

Le clan Ay est l'un des principaux chefs de colline du début de l'histoire de l'Inde du Sud. Les membres de la famille Ay - des collines de Podiyil (les Aykudi) - sont liés aux premiers Cheras historiques du centre du Kerala. Vers la fin de la première période historique, la suprématie de Pandya aurait pu s'étendre au territoire Ay (il est probable que les Ay obtiennent leur indépendance pendant la période Kalabhra),.

### Chefs Ay du début de l'histoire de l'Inde du Sud
Un certain nombre de chefs Ay tels qu'Andiran, Titiyan et Atiyan sont mentionnés dans les premiers poèmes tamouls.
- Ay Andiran est loué par les premiers poètes tamouls tels que Mudamochiyar, Odakizhar et Kiranar à Purananuru[4]. Il est mentionné dans le Purananuru comme le "Seigneur de Podiyil Mala" dans le sud des Ghâts occidentaux. On dit qu'il vainc les chefs Kongu et les poursuit jusqu'à la mer d'Oman. Il est un contemporain aîné du chef Chera Antuvan Cheral[5].
- Ay Titiyan (le Podiyil Chelvan) est loué par les auteurs Paranar et Bhuta Pandya (le chef Pandya) à Akananuru. Il semble qu'Ay Titiyan est un vassal du souverain Pandya Bhuta Pandya[4],[5].
- Ay Atiyan, successeur d'Ay Titiyan, est mentionné par les auteurs Paranar et Madurai Kanakkayanar à Akananuru. Paranar et Kanakkayanar mentionnent également Podiyil Mala, la base Ay, comme la propriété de Pachupun Pandya (Azhakiya Pandya), le successeur de Bhuta Pandya[4].
- Un souverain Ay prend part à la célèbre bataille de Talai-yalankanam, au cours de laquelle le chef Pandya Nedum Chezhiyan vainc plusieurs de ses ennemis[5].

À l'origine, toute la région de Venad (Vel+natu = le pays du peuple Vel, apparenté à la famille Ay) fait partie du territoire Ay-Vel étendu. Les Vels appartenant à la famille Ay sont les chefs du pays Vel.
- Veliyan Venmal Nallini est l'épouse du chef chera Utiyan[18].
- Veliyan Venman Ay Eyinan est le chef des guerriers Chera contre Nannan d'Ezhimalai[18].

### Pandya incursion dans le pays Ay

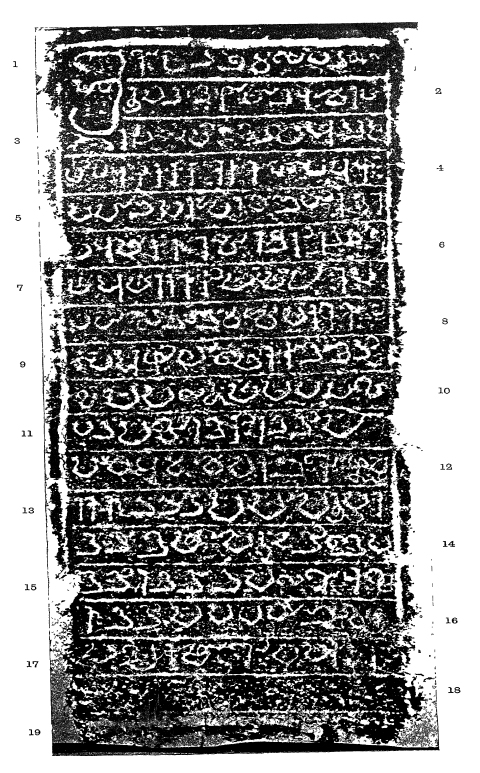
Inscription sur pierre du musée de Trivandrum de Maran Chadayan (dernière moitié du VIIIe siècle)

En 765 apr. J.-C., le roi Pandya Jatila Paranthaka / Nedum Chadayan Varaguna I (765–815 apr. J.-C.) saccage le port de Vizhinjam en battant le chef Vel (le Vel Mannan, qui aurait pu être lié à la famille Ay) et prit possession du royaume d'Ay-Vel,. Cet événement est également rappelé dans les plaques Velvikkudi (3e année de règne, Nedum Chadayan) comme "la suppression du rebelle Ay-Vel".
L'incursion de Pandya dans le sud du Kerala amène les dirigeants Chera-Perumal dans le conflit et une lutte prolongée Pandya-Ay / Chera suit.
- Le roi Pandya "Maran Chadayan" Jatila Paranthaka détruit un fort à Aruviyoor (Aruvikkarai près de Thalakulam) en battant Chadayan Karunanthan de "Malai Nadu" en 788 apr. J.-C. (23e année, inscription Kalukumalai)[18].
- En 792 apr. J.-C. (27e année, Jatila Paranthaka), les guerriers Chera (le Cheramanar Padai) sont vus en train de se battre pour un fort à Vizhinjam et à Karaikkotta contre un commandant de Maran Chadayan[17].

### Détachement de Venad
Au IXe siècle, à la suite de l'empiètement des Pandyas et des Chera-Perumals, l'ancien territoire Ay est divisé en deux parties. Venad (le pays du peuple Vel) avec sa base à Kollam passe sous l'influence du royaume Chera-Perumal tandis que le royaume Ay, ou ce qu'il en reste, avec sa base à Vizhinjam passe sous l'influence des Pandya souverain Srimara Srivallabha (815–862),. De plus grandes plaques de Cinnamanur mentionnent une victoire du roi Srivallabha à Vizhinjam. Le vassal Ay du roi Pandya Srimara Srivallabha est un certain Karunanthadakkkan Srivallabha (856/57–884).
Srimara Srivallabha est remplacé sur le trône de Pandya par Varaguna II (862–885 apr. J.-C.). Les rois Ay de Vizhinjam sont restés vassaux des Pandyas, comme l'indique le nom de famille du roi d'alors Vikramaditya (884–911/920 apr. J.-C.).
Les Pandyas sont vaincus dans la "grande bataille de Sripurambiyam" en 885 apr. J.-C.. L'influence considérable de Chera Perumal dans le pays Ay à la suite de cette bataille est visible dans deux documents découverts dans cette région. Un enregistrement du Kizhan Adikal Ravi Neeli, l'épouse de Chera Perumal Vijayaraga, se trouve à Tirunandikkara, un temple de Shiva situé dans le pays Ay,. En 898 apr. J.-C., on voit Vikramaditya Varaguna faire d'énormes dons de terres au vihara bouddhiste Srimulavasa dans le royaume Chera Perumal (les plaques de cuivre Paliyam).
Les chefs de Venad, devant allégeance aux Chera-Perumals, sont déterminés à étendre leur emprise sur le royaume Ay. Leur opportunité est peut-être venue dans le désordre qui suit la défaite des Chola à Takkolam (milieu du Xe siècle apr. J.-C.). Les chefs Venad réussissent finalement à capturer tout le pays Ay jusqu'à Kottaru. En général, l'influence des dirigeants du Kerala s'est étendue au territoire sud d'Ay au Xe siècle apr. J.-C..

### Influence Chola en pays Ay
Le célèbre salai de Kantalur, quelque part près de l'actuel Trivandrum, est situé dans le pays Ay (865 apr. J.-C., Huzur / Parthivapuram Plates, Karunanthadakkkan). Le salai est limogé par l'empereur Chola Rajaraja I en 988,.
Toute la région au sud de Trivandrum, y compris le port de Vizhinjam et le cap Comorin, passe sous le contrôle du roi Rajaraja au début du XIe siècle. Les rois de Kollam (c'est-à-dire Venad), Kodungallur (le Chera Perumal) et Kolladesam (Mushika) sont également vaincus par les Cholas (inscription Senur, 1005 apr. J.-C.). Il est possible que les chefs Venad tentent de reprendre l'ancienne région d'Ay après les raids de Rajaraja I.